# مقاطعة مورغان (ميزوري)
مقاطعة مورغان (بالإنجليزية: Morgan County)‏ هي إحدى المقاطعات في ولاية ميزوري في الولايات المتحدة الأمريكية.

## أعلام
- جوزيف فرانكلين روذرفورد